# 臺北市南港區南港國民小學
25°03′27″N 121°36′38″E / 25.057597°N 121.610597°E
臺北市南港區南港國民小學（簡稱南港國小）是臺北市南港區的一所國小，原是1914年成立的「錫口公學校南港分校」，是南港區最早設立的小學。

## 介紹

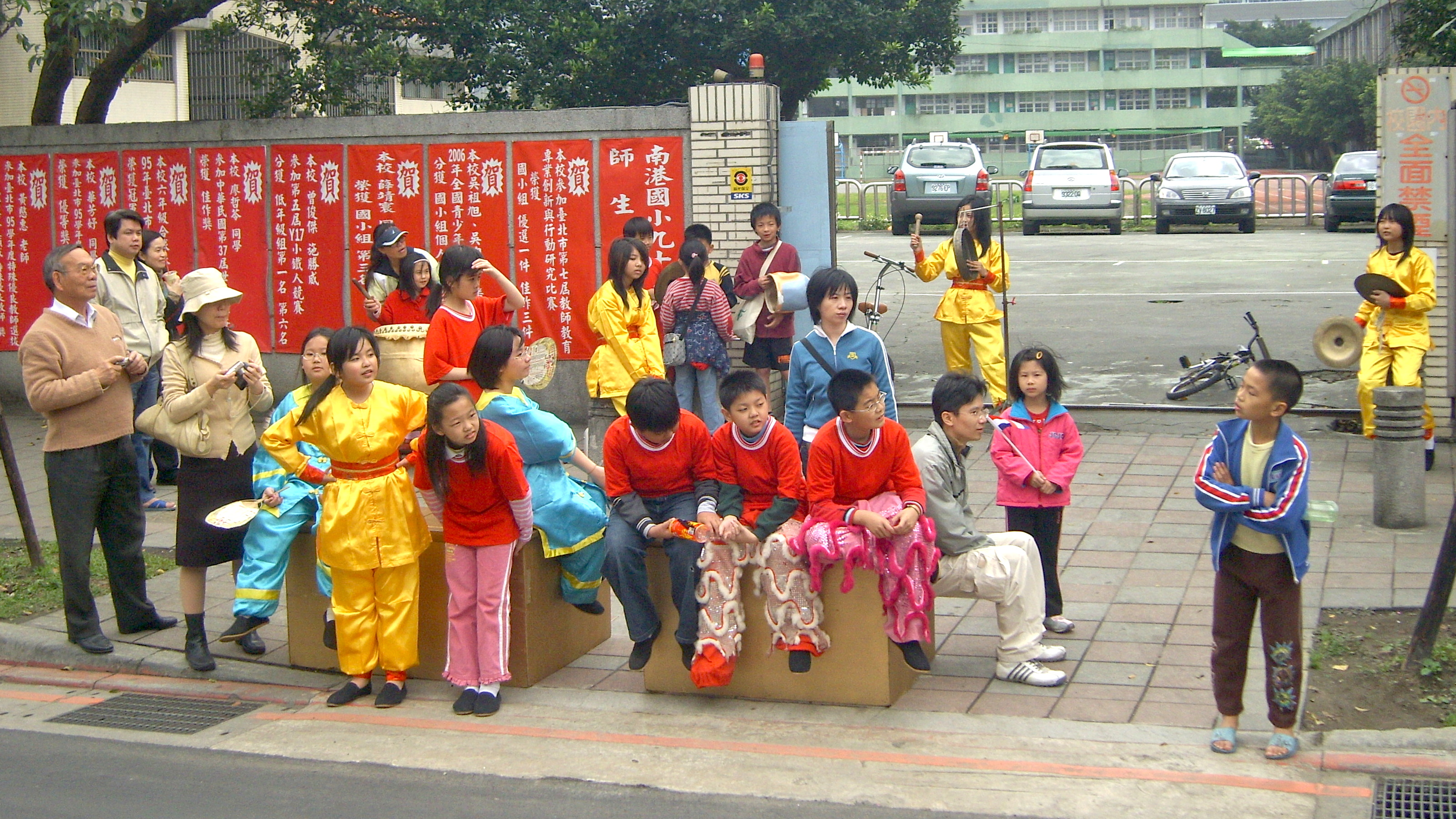
2008年環台賽在南港展覽館設置分站時，曾行經南港國小，現已不復存在

南港國小最初是「錫口公學校南港分校」。在南港分校設立前，學生皆需至錫口公學校就學，但因就學路途較遠，錫口區長陳茂松、南港區長周咸熙在1913年12月向臺灣總督府請願設置南港分校。1914年4月1日，南港分校設立。1918年3月31日，南港分校獨立為「南港公學校」。1941年4月1日，改制為「南港國民學校」，地址是臺北州七星郡內湖庄南港三重埔127番地。1945年4月1日，設立「後山埤分教場」（今玉成國小）。
二戰後，1946年改為臺北縣南港鎮「南港國民學校」，1947年9月設立「麗山分校」，1955年9月設立「舊莊分校」（今 舊莊國小）。1968年7月1日，臺北縣南港鎮被劃為臺北市南港區，且同年實施九年國民教育，而改名為「南港國民小學」。1996年9月26日，臺北市政府將南港國小及周邊的臺灣肥料公司南港廠劃為「南港經貿園區特定專用區」，將特定專用區西側規劃為南港國小新校地，原校地則改為商業區。南港國小的新校舍在2007年9月17日動工，2010年3月完工，學校則自2009年陸續進行遷校作業，在2010年2月底正式在新校舍上課，原校舍則在後來拆除興建臺北南港展覽館2館。

## 歷任校長

### 中華民國時期
| 屆次 | 校長姓名 | 在任時間               | 備註 |
| ---- | -------- | ---------------------- | ---- |
| 1    | 葉金火   | 1945年－1953年11月     |      |
| 2    | 何東源   | 1953年11月－1965年10月 |      |
| 3    | 陳英同   | 1965年10月－1971年3月  |      |
| 4    | 李穎萍   | 1971年3月－1973年8月   |      |
| 5    | 楊德全   | 1973年8月－1979年8月   |      |
| 6    | 丁占鰲   | 1979年8月－1985年8月   |      |
| 7    | 張登旺   | 1985年8月－1991年8月   |      |
| 8    | 范達人   | 1991年8月－1993年8月   |      |
| 9    | 吳進興   | 1993年8月－1997年2月   |      |
| 10   | 林鈴子   | 1997年2月－2001年8月   |      |
| 11   | 林塗生   | 2001年8月－2005年8月   |      |
| 12   | 湯昶洪   | 2005年8月－2010年8月   |      |
| 13   | 劉林榮   | 2010年8月－2015年8月   |      |
| 14   | 簡邑容   | 2015年8月－2022年8月   |      |
| 15   | 張嘉芬   | 2022年8月              |      |

## 備註
1. ↑  南港國小記載1941年設立後山陂分教場，玉成國小記載1945年設立玉成分教場。